# 圣马梅斯-德布尔戈斯
圣马梅斯-德布尔戈斯，是西班牙卡斯蒂利亚-莱昂布尔戈斯省的一个市镇。总面积5平方公里，总人口230人（2001年），人口密度46人/平方公里。